# Eduard Peithner von Lichtenfels
Eduard Peithner von Lichtenfels (Vienna, 18 novembre 1833 – Berlino, 22 gennaio 1913) è stato un pittore austriaco.

## Biografia
Studiò all'Accademia di Belle Arti di Vienna sotto Franz Steinfeld e Thomas Ender. Insegnò pittura paesaggistica presso l'Accademia dal 1872 al 1901; i suoi studenti includevano Alfred Roller e Theodor von Hörmann.